# Jaroslav Květina
Jaroslav Květina (19. května 1930 Račiněves – 17. července 2022) byl český farmakolog, zakladatel Farmaceutické fakulty v Hradci Králové a vysokoškolský pedagog považovaný za zakladatele klinické farmacie v Československu.

## Životopis

### Mládí a studium
Jaroslav Květina se narodil 19. května 1930 v Račiněvsi jako mladší ze dvou sourozenců do úřednické rodiny Jaroslava a Marie Květinových. Jeho strýcem byl pedagog a později politický vězeň Zdeněk Aim. Později se rodina přestěhovala na pražský Spořilov, kde navštěvoval základní školu. Během druhé světové války navštěvoval ilegální skautský oddíl. Na konci války jakou skaut pomáhal během pražského povstání. Díky svému tříletému působení v tomto oddílu během války byl oceněn junáckým válečným křížem „Za vlast“.
V letech 1941 až 1949 navštěvoval reálné gymnázium v Michli, poté nastoupil na Lékařskou fakultu Univerzity Karlovy. Po zrušení pražského farmaceutického studia pokračoval na Farmaceutické fakultě Masarykovy univerzity v Brně. Roku 1953 ukončil studium. Poté byl z politických důvodů přesunut direktivním umístěnkovým řízením na Ostravsko, a to i přesto, že u profesorky Heleny Raškové měl zajištěnu vědeckou aspiranturu.

### Farmakolog
Od roku 1955 se zásluhou Vojtěcha Grossmanna dostal z Ostravy a začal působit jako vyučující na katedře farmakologie Lékařské fakulty v Hradci Králové. V letech 1966 až 1969 jako „visiting profesor“ na farmakologickém ústavu „Mario Negri“ v italském Miláně, později na Nihon univerzitě v japonském Tokiu.[nenalezeno v uvedeném zdroji] Roku 1969 zakládal Farmaceutickou fakultu v Hradci Králové. Stal se též jejím prvním děkanem a fakultu vedl až do roku 1990. Zakládal a dvacet let vedl také katedru farmakologie a toxikologie.
Roku 1963 obhájil titul kandidáta věd, o dva roky později mu byla udělena docentura. Roku 1969 získal doktorát přírodovědy na Komenského univerzitě v Bratislavě. V roce 1975 získal titul doktora lékařských věd a také se stal profesorem farmakologie a toxikologie na LF UK.
Od sedmdesátých let 20. století začal v evropském kontextu vytvářet základy pro novou vědní disciplínu – klinickou farmacii (v letech 1986–2000 byl členem výboru Evropské klinicko-farmaceutické a biofarmaceutické společnosti).[nenalezeno v uvedeném zdroji] Roku 1972 se účastnil světového farmaceutického kongresu v San Franciscu. Od osmdesátých let byl členem Československé akademie věd, kde spoluzakládal biofarmaceutické oddělení, které se v roce 1985 osamostatnilo v královéhradecký Ústav experimentální biofarmacie ČSAV. Tento ústav vedl až do roku 2007. Roku 1976 se mu narodil první syn Petr, pozdější archeolog. Roku 1986 se mu narodil nejmladší syn Jan, pozdější historik a politolog. Od roku 1986 byl opakovaně každé tři roky volen do desetičlenného výboru Evropské biofarmaceutické a farmakokinetické společnosti.

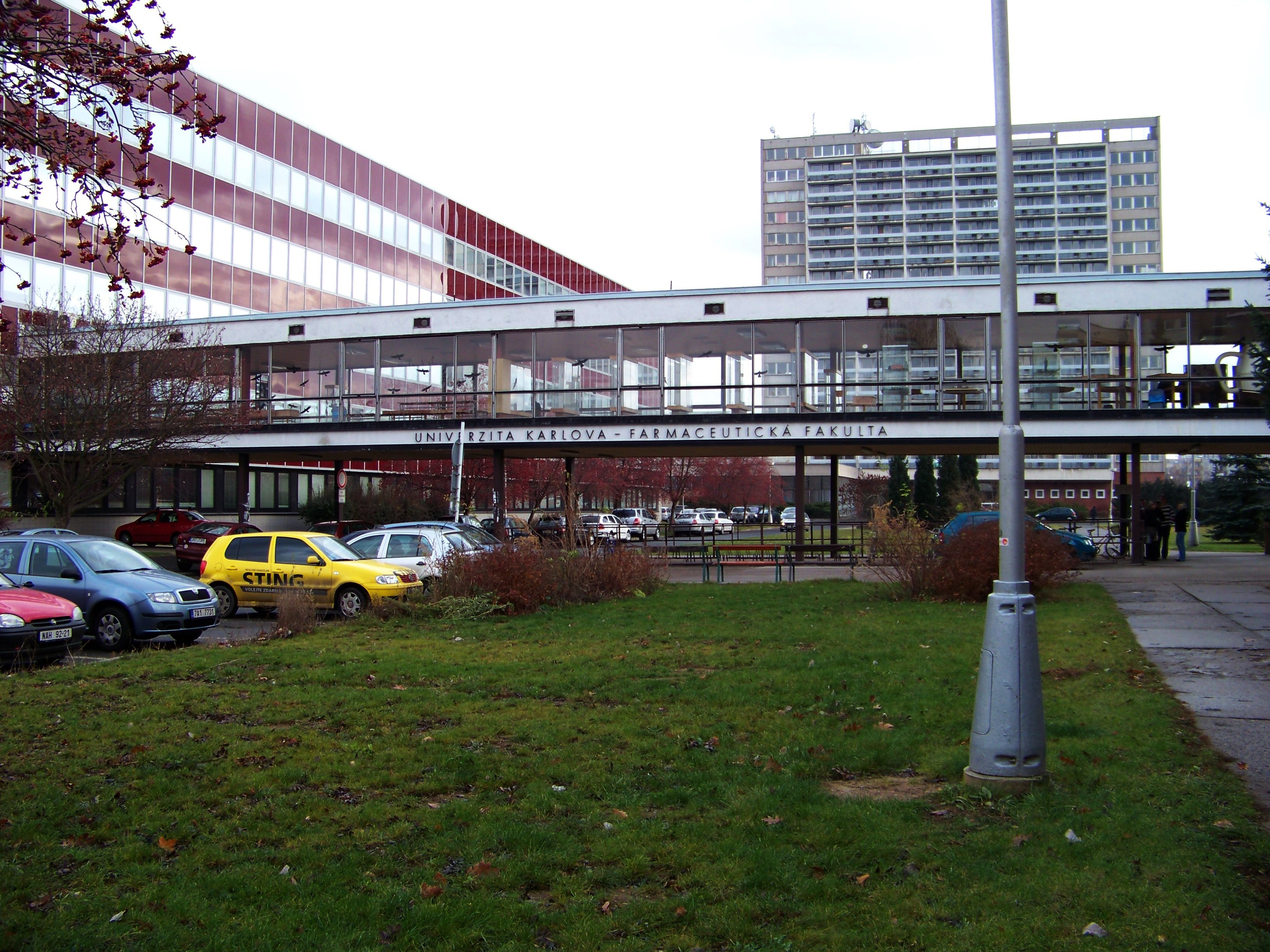
Farmaceutická fakulta v Hradci Králové, kterou Jaroslav Květina zakládal

### Po sametové revoluci
V devadesátých letech se mu podařilo postupně transportovat Ústav experimentální biofarmacie na společné výzkumné pracoviště mezi Akademií věd a farmaceutickou akciovou společností PRO.MED.CS. V roce 1991 spoluzakládal spolu s profesorem Vladimírem Smečkou brněnskou farmaceutickou fakultu v rámci Veterinární a farmaceutické univerzity.
Od roku 1995 je každoročně při příležitosti jeho narozenin pořádáno diskusní fórum nazvané „Květinový den mladých farmakologů a toxikologů“. V lednu 2000 byl jmenován emeritním profesorem FaF UK v Hradci Králové a získal doktorát honoris causa od Veterinární a farmaceutické univerzity v Brně. Současně vyučoval farmakologii a toxikologii na Farmaceutické fakultě MUNI.
Také i v devadesáti letech (2020) prováděl vědecký výzkum jako člen Gastroenterologické kliniky hradecké Fakultní nemocnice.

## Dílo
Profesor Jaroslav Květina se stal osobností, která od druhé poloviny 20. století výrazně ovlivnila lékové obory ve vědě, ve vysokoškolském vzdělávání a ve zdravotnické praxi. Je považován za otce klinické farmacie v Evropě, zejména proto, že vytvořil koncepci klinické farmacie spočívající v uplatnění farmaceutů jako odborníků na farmakoterapii v celé široké oblasti zdravotnictví. Je autorem a spoluautorem více než 300 publikací, desítek monografií a vědecko-popularizačních statí, kterými výrazně ovlivnil rozvoj humánní i veterinární farmakologie.